# نیروی هوایی و پدافند هوایی انقلاب کوبا
نیروی هوایی و پدافند هوایی انقلاب کوبا (اسپانیایی: Defensa Anti-Aérea y Fuerza Aérea Revolucionaria‎) نیروی هوایی و پدافند هوایی زیرمجموعه نیروهای مسلح انقلاب کوبا است، که در سال ۱۹۵۹ تأسیس شد.